# Telephone (sång)
"Telephone" är en sång av Lady Gaga som släpptes på hennes EP  The Fame Monster år 2010. På låten medverkar även den amerikanska R&B-sångerskan Beyoncé. Lady Gaga har skrivit låten tillsammans med Rodney Jerkins. 
"Telephone" nådde sina främsta framgångar i Europa där den toppade listorna i länder som bland annat Danmark, Belgien och Storbritannien. 
Till låten släpptes en nio minuter lång musikvideo, där både Lady Gaga och Beyoncé medverkar, tillsammans med skådespelaren Tyrese Gibson. Svensken Jonas Åkerlund har tillsammans med Lady Gaga koreograferat videon, som har över 400 miljoner visningar på Youtube (2025). 